# Estación 20 de Junio
20 de Junio es una estación ferroviaria ubicada en la pequeña localidad de Veinte de Junio, partido de La Matanza, provincia de Buenos Aires, Argentina.

## Historia
A mediados de 1906 comenzaron las obras de construcción de la línea de la CGBA —a cargo de los ingenieros Brousse, Cilley, Giagnoni, Girodias, Hesbert y Krause— en Buenos Aires y Rosario y en enero de 1908 se autorizó en forma provisoria la circulación de trenes de pasajeros y cargas en la línea de estación Buenos Aires a Rosario, con lo cual también esta estación quedó inaugurada.
Los intereses de algunos dueños de campos lograron que la estación se instalase a unos 4 km del lugar donde debía estar (el pueblo de Pontevedra), y finalmente se erigió allí el 30 de julio de 1907. Desde sus inicios llevó el nombre de Pontevedra. Años más tarde, cuando se produjo una corrección de los límites entre los partidos de Merlo y La Matanza se observó que la estación Pontevedra quedaba dentro de La Matanza, mientras que el pueblo de Pontevedra estaba dentro de Merlo. En consecuencia, en 1949 se le impuso a la estación el nombre de 20 de Junio.
El 13 de marzo de 1993 se suprimió el último servicio de pasajeros regular que pasaba por esta estación, y a partir de esa fecha sólo hubo servicios especiales y esporádicos, como un coche motor de la empresa Metropolitano que circuló en 1999 deteniéndose en esta estación. Luego de esa fecha se sucedieron una serie de robos y vandalismos en la sección entre esta estación y González Catán que impidieron el acceso de material rodante, lo cual llevó a que la traza desde este punto hasta la estación Pergamino quedara abandonada hasta 2002, cuando surgió la Asociación Ferroviaria Belgrano Sur y tomó la custodia de la misma realizando tareas de mantenimiento en forma voluntaria.
En 2014 se había anunciado la restitución de la traza hasta Marcos Paz, quedando 20 de Junio dentro del recorrido. No fue así hasta mediados de 2018 cuando comenzaron las obras de rehabilitación y mejoramiento del tramo entre González Catán y 20 de Junio, consistentes en la reposición de vías y reconstrucción de terraplenes, en una tarea llevada a cabo por los trabajadores ferroviarios, con apoyo de la Unión Ferroviaria, la gerencia de la Línea Belgrano Sur y Trenes Argentinos.
A comienzos de julio de 2019, un camión de vía y obra de Trenes Argentinos Operaciones volvió a conectar la estación, poniendo fin a años sin tráfico ferroviario en la zona. En octubre, se realizó un viaje de prueba para evaluar la infraestructura del tramo. El 25 de noviembre de 2019 se realizó un acto de inauguración con la llegada de una formación, y finalmente el 2 de diciembre empezó a sumarse al servicio de pasajeros.  En su primer mes, pasaron por la estación más de 2500 pasajeros.
En febrero de 2021 una formación llegó en viaje de pruebas a Marcos Paz. 20 de Junio siguió operando como terminal provisoria hasta la culminación de los trabajos y la ampliación del servicio de pasajeros a Marcos Paz, que se hizo efectivo el 29 de julio de 2021.

## Servicios
La estación opera dentro de un servicio especial que la une con la estación González Catán en un viaje de 22 minutos y, a través de un trasbordo en esta última, tiene conexión con el resto de la Línea Belgrano Sur, que tiene como cabecera la estación Sáenz en la Ciudad de Buenos Aires. La Línea Belgrano Sur es una de las líneas suburbanas de Buenos Aires y forma parte a nivel nacional del Ferrocarril General Belgrano de la red ferroviaria argentina.

## Galería

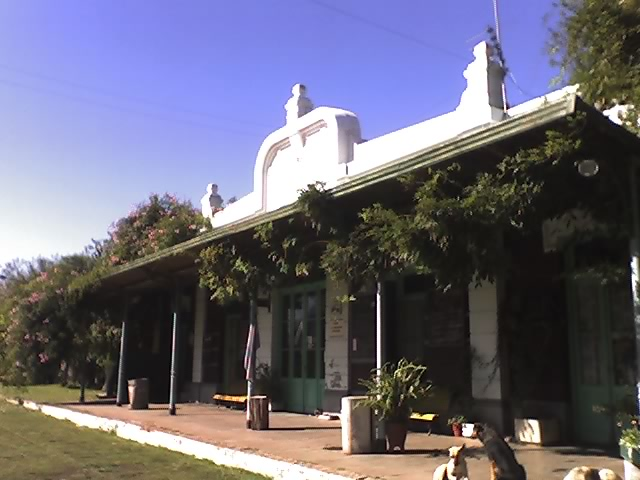
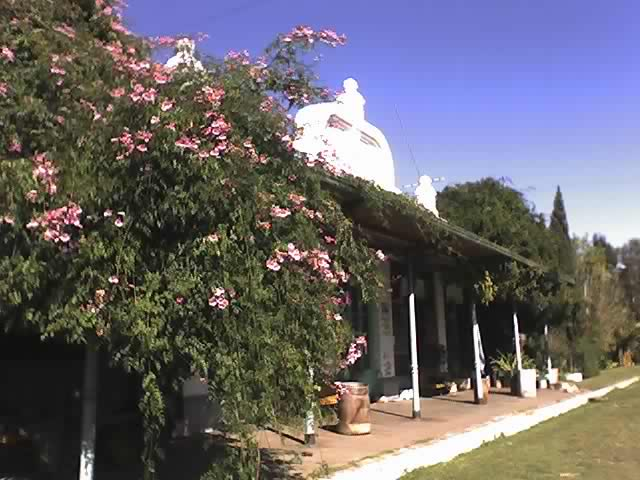
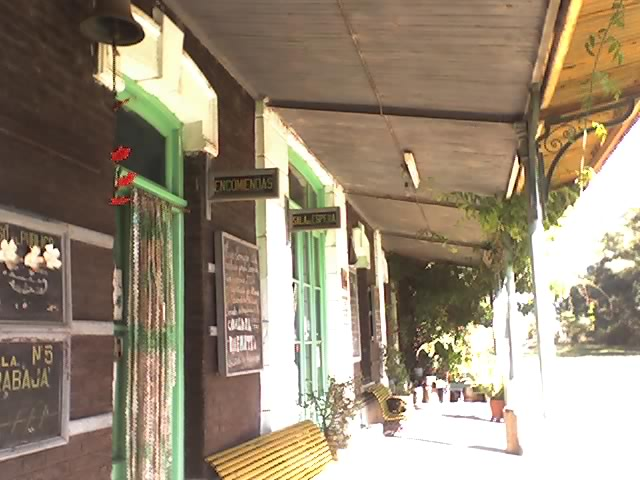
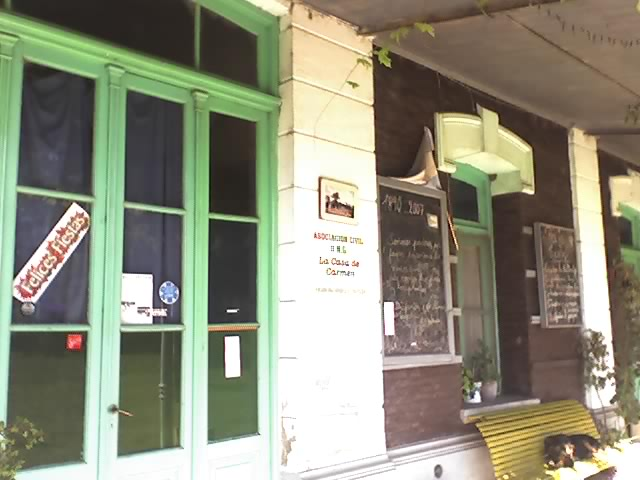
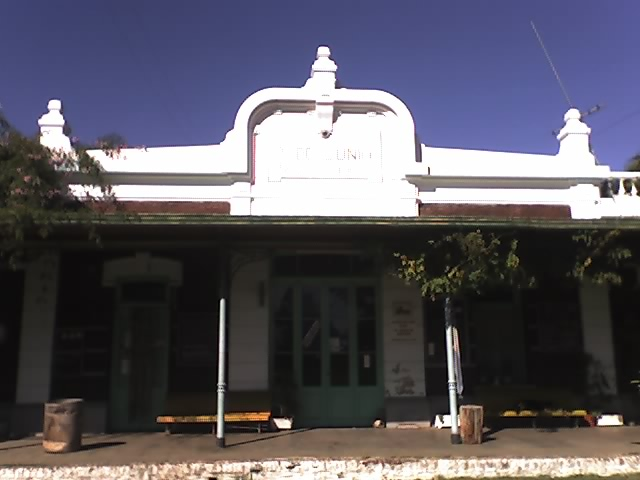
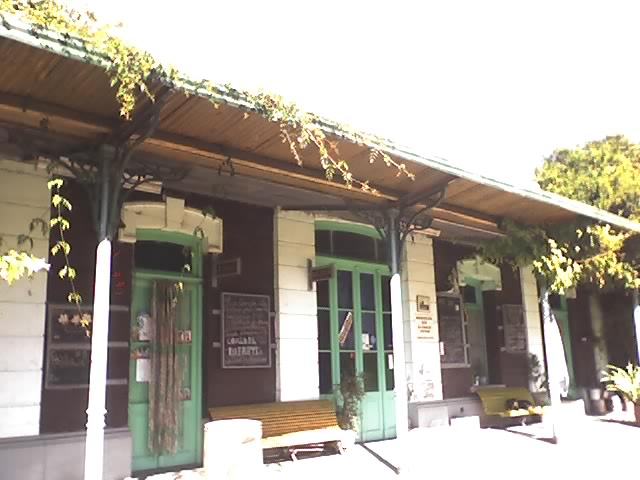
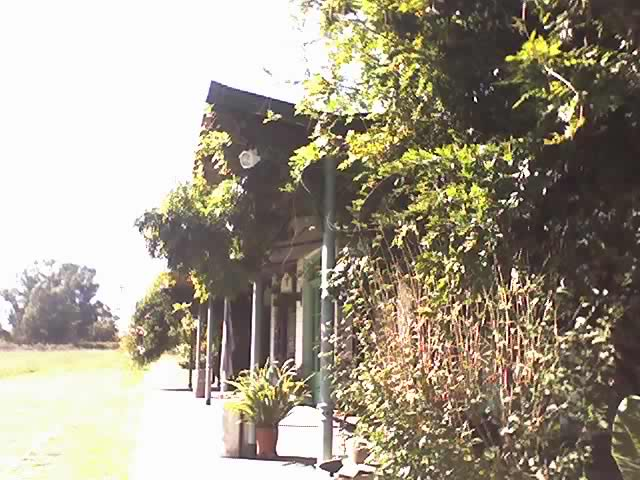
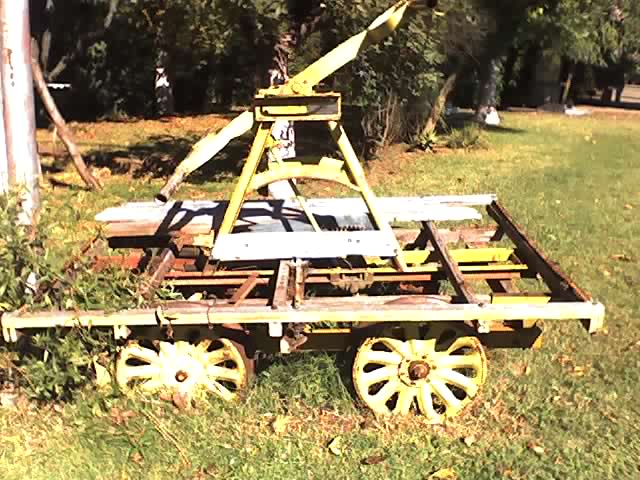
Vieja zorra refaccionada.